# كتاب التوحيد (الصدوق)
كتاب التوحيد تأليف محمد بن علي بن بابوية القمي المعروف بين الشيعة بالشيخ الصدوق (حدود 306 هـ - 381 هـ) / (923 م - 991 م)، ويجمع الكتاب أحاديث النبي محمد وآله التي يرويها الصدوق بأسانديه حول مسألة التوحيد بغية معرفة ما على المكلف من الاعتقاد في هذه المسألة.

## المؤلف
أبو جعفر محمد بن علي بن بابويه القمي المعروف بالشيخ الصدوق (حدود 306 هـ - 381 هـ) / (923 م - 991 م) عالم وفقيه ومحدث عند الشيعة في القرن الرابع الهجري ، وهو أحد الأربعة المشهورين بجمع الأخبار ، حيث أنه مؤلف كتاب من لا يحضره الفقيه أحد الكتب الأربعة عند الشيعة الاثنا عشرية ويعتبر من أهم المصادر الحديثية عندهم ، ولد في مدينة قم في عصر الغيبة الصغرى ، ثم نشأ في أسرة وكان والده فقيهاً ، وقد أكثر الصدوق من مجالسة العلماء والسماع منهم حتى أصبح فقيهاً ومحدثاً ، نسب إليه ما يقارب 300 مؤلف ولكن الكثير من هذه المؤلفات فقدت ، ولم يعثر عليها ، لقبه الشيخ الطوسي في كتابه الاستبصار بلقب "عماد الدين" لرفعة مقامه، وقد تميزت مؤلفاته عند الفقهاء والعلماء بأنها مصادر موثوقة ولذلك سمي بالصدوق ، عُرف الشيخ الصدوق بالسفر الكثير إلى عدة أقطار وبلدان بحثاً عن العلوم والأحاديث ، وقد تتلمذ على يده بعض العلماء كالشريف المرتضى، والشيخ المفيد والتلعكبري وغيرهم ، ثم تُوفّي في بلدة الري ، ودُفن قرب مرقد عبد العظيم الحسني.

## سبب تأليف الكتاب
قال الصدوق :
| كتاب التوحيد (الصدوق) | إن الذي دعاني إلى تأليف كتابي هذا أني وجدت قوما من المخالفين لنا ينسبون عصابتنا إلى القول بالتشبيه والجبر لما وجدوا في كتبهم من الأخبار التي جهلوا تفسيرها ولم يعرفوا معانيها ووضعوها في غير موضعهاولم يقابلوا بألفاظها ألفاظ القرآن فقبحوا بذلك عند الجهال صورة مذهبنا، ولبسوا عليهم طريقتنا، وصدوا الناس عن دين الله، وحملوهم على جحود حجج الله فتقربت إلى الله تعالى ذكره بتصنيف هذا الكتاب في التوحيد ونقي التشبيه، والجبر، مستعينا به ومتوكلا عليه، و هو حسبي ونعم الوكيل | كتاب التوحيد (الصدوق) |

## عدد أبواب الكتاب والأحاديث
يحتوي الكتاب على 67 باباً :
- باب ثواب الموحدين والعارفين
- باب التوحيد ونفي التشبيه
- باب معنى الواحد والتوحيد والموحد
- باب تفسير قل هو الله أحد إلى آخرها
- باب معنى التوحيد والعدل
- باب إنه عز وجل ليس بجسم ولا صورة
- باب أنه تبارك وتعالى شئ
- باب ما جاء في الرؤية
- باب القدرة
- باب العلم
- باب صفات الذات وصفات الأفعال
- باب تفسير قول الله: كل شئ هالك إلا وجهه
- باب تفسير قول الله : (يا إبليس ما منعك أن تسجد لما خلقت بيدي)
- باب تفسير قول الله : (يوم يكشف عن ساق ويدعون إلى السجود)
- باب تفسير قول الله : (الله نور السماوات والأرض - إلى آخر الآية)
- باب تفسير قول الله : (نسوا الله فنسيهم)
- باب تفسير قول الله : (والأرض جميعا قبضته يوم القيمة والسماوات مطويات بيمينه)
- باب تفسير قول الله : (كلا إنهم عن ربهم يومئذ لمحجوبون)
- باب تفسير قول الله : (وجاء ربك والملك صفا صفا)
- باب تفسير قول الله : (هل ينظرون إلا أن يأتيهم الله في ظلل من الغمام والملائكة)
- باب تفسير قول الله : (سخر الله منهم) وقوله : (الله يستهزئ بهم) وقوله : (ومكروا ومكر الله والله خير الماكرين) وقوله : (يخادعون الله وهو خادعهم)
- باب معنى جنب الله عز وجل
- باب معنى الحجزة
- باب معنى العين والأذن واللسان
- باب معنى قول الله : (وقالت اليهود يد الله مغلولة غلت أيديهم ولعنوا بما قالوا بل يداه مبسوطتان).
- باب معنى رضاه عز وجل وسخطه
- باب معنى قول الله : (ونفخت فيه من روحي)
- باب نفي المكان والزمان والسكون والحركة والنزول والصعود والانتقال عن الله عز وجل
- باب أسماء الله تعالى والفرق بين معانيها وبين معاني أسماء المخلوقين

باب القرآن ما هو؟
- باب معنى (بسم الله الرحمن الرحيم)
- باب تفسير حروف المعجم
- باب تفسير حروف الجمل
- باب تفسير حروف الأذان والإقامة
- باب تفسير الهدى والضلالة والتوفيق والخذلان من الله تعالى
- باب الرد على الثنوية والزنادقة
- باب الرد على الذين قالوا إن الله ثالث ثلاثة: وما من إله إلا إله واحد
- باب ذكر عظمة الله جل جلاله
- باب لطف الله تبارك وتعالى
- باب أدنى ما يجزئ من معرفة التوحيد
- باب أنه عز وجل لا يعرف إلا به
- باب إثبات حدوث العالم
- باب حديث ذعلب
- باب حديث سبخت اليهودي
- باب معنى (سبحان الله)
- باب معنى (الله أكبر)
- باب معنى (الأول والآخر)
- باب معنى قول الله عز وجل (الرحمن على العرش استوى)
- باب معنى قول الله : (وكان عرشه على الماء)
- باب العرش وصفاته
- باب أن العرش خلق أرباعا
- باب معنى قول الله : (وسع كرسيه السماوات والأرض)
- باب فطرة الله عز وجل الخلق على التوحيد
- باب البداء
- باب المشيئة والإرادة
- باب الاستطاعة
- باب الابتلاء والاختبار
- باب السعادة والشقاوة
- باب نفي الجبر والتفويض
- باب القضاء والقدر والفتنة والأرزاق والأسعار والآجال
- باب الأطفال وعدل الله عز وجل فيهم
- باب إن الله تعالى لا يفعل بعباده إلا الأصلح لهم
- باب الأمر والنهي والوعد والوعيد
- باب التعريف والبيان والحجة والهداية
- باب ذكر مجلس الرضا علي بن موسى عليهما السلام مع أهل الأديان وأصحاب المقالات مثل الجاثليق ورأس الجالوت ورؤساء الصابئين والهربذ الأكبر وما كلم به عمران الصابئ في التوحيد عند المأمون
- باب ذكر مجلس الرضا عليه السلام مع سليمان المروزي متكلم خراسان عند المأمون في التوحيد
- باب النهي عن الكلام والجدال والمراء في الله عز وجل

وأما عدد الأحاديث فخمسمائة وثلاثة وثمانون (583).

## شروح الكتاب
- شرح القاضي محمد سعيد بن محمد مفيد القمي تلميذ المحدث الفيض الكاشاني فرغ منه سنة 1099 ه‍.
- أنس الوحيد في شرح التوحيد - نعمة الله الجزائري
- شرح محمد علي نائب الصدارة بقم المشرفة.
- شرح فارسي محمد باقر بن محمد مؤمن السبزواري المدفون بمشهد علي الرضا سنة 1090 ه‍.[12]

## طبعاته
1. بطهران، سنة 1285 ه‍ طبعا حجريا، بلحاقه حديث الشبلي عن الإمام سيد الساجدين في أسرار الحج وآدابه.
2. بهند، سنة 1321 بالطبع الحجري، بلحاقه رسالة في السير والسلوك لمحمد باقر المجلسي.
3. بطهران، سنة 1375 بالحروف.[12]